# They Came from the Shadows
They Came from the Shadows is het vierde studioalbum van de Amerikaanse punkband Teenage Bottlerocket. Het werd uitgegeven op 15 september 2009 door Fat Wreck Chords en was het eerste album dat de band via deze platenmaatschappij uit liet brengen. Het album werd opgenomen in mei 2009. Er zijn twee videoclips gemaakt, een voor "Skate or Die" en een voor "Bigger than KISS".

## Nummers
1. "Skate or Die"
2. "Don’t Want to Go"
3. "Bigger than KISS"
4. "Do What?"
5. "Not OK"
6. "Forbidden Planet"
7. "Call in Sick"
8. "Fatso Goes Nutzoid"
9. "Without You"
10. "Tonguebiter"
11. "Be with You"
12. "The Jerk"
13. "They Came from the Shadows"
14. "Todayo"

## Band
- Ray Carlisle - gitaar, zang
- Kody Templeman - gitaar, zang
- Miguel Chen - basgitaar
- Brandon Carlisle - drums